# Techsnabeksport

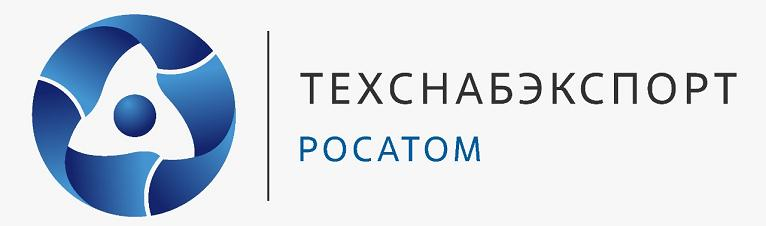
Logo

Techsnabeksport (Russisch: Техснабэкспорт), kortweg TENEX is een Russisch staatsbedrijf dat zich bezighoudt met de export van goederen en diensten die worden geproduceerd door ondernemingen van het Federaal Agentschap voor Kernenergie (Minatom), zoals nucleaire materialen en de import van technologische, medische en andere soorten materialen waar radioactieve elementen bij betrokken zijn.
Bureau Techsnabeksport werd opgericht in 1963 als de voortzetting van het samenwerkingsverband Masjinoeksport van het Sovjetministerie van Internationale Handel met de verantwoordelijkheid voor im- en exporttransacties met betrekking tot radioactieve en stabiele isotopen, bronnen van ioniserende radiaties, zeldzame aardelementen en materiaal en apparatuur voor het toepassen van radioactieve substanties. In 1973 werd het opnieuw een samenwerkingsverband van dit ministerie en kreeg het ook de verantwoordelijkheid over de export van installaties voor het maken van verrijkt uranium. In 1988 werd Techsnabeksport onderdeel van het Ministerie van middelgrote machinebouw, dat later het ministerie van kernenergie en industrie werd, vervolgens het ministerie van kernenergie (1998) en later werd hernoemd tot het Federaal Agentschap voor Kernenergie. Vanaf het einde van de jaren 80 werden steeds meer producten aan het assortiment toegevoegd, zoals de export van kernbrandstof en natuurlijk uranium. Vanaf 1994, toen het een Naamloze vennootschap werd, werden ook contracten met de Amerikaanse overheid gesloten, waarbij het bedrijf LEU (laagverrijkt uranium) ging leveren voor kernbrandstof voor kerncentrales, dat werd gewonnen uit HEU (hoogverrijkt uranium) ontmantelde Russische kernkoppen (HEU-LEU-overeenkomst).
Vanaf 1 juli 2007 valt het onder de nieuwe holding Atomenergoprom.